# Пьяцца-дель-Дуомо (Сан-Джиминьяно)
Пьяцца-дель-Дуомо (итал. Piazza del Duomo) или Соборная площадь — одно из исторических мест города Сан-Джиминьяно в провинции Сиена, Италия, в средние века бывшее центром религиозной и политической жизни города. Площадь находится возле площади Чистерна (бывшего места расположения рынка и проведения праздников и турниров) на пересечении Дороги франков и древнего маршрута Пиза-Сиена.

## История
Площадь обязана своим названием коллегиальной церкви, построенной в XI веке, в то время как она приняла свой современный облик в первой половине дученто (XIII век), в период расцвета экономики Сиены. В это же время и были построены главные общественные и частные сооружения, а также осуществлён «поворот» собора (то есть церкви), фасад которого стал смотреть на Старый дворец подесты (Палаццо Веккьо дель Подеста).

## Описание
Сегодня, площадь имеет форму трапеции. Она выглядит немного покатой и вымощена кирпичами. Её западную часть занимает фасад коллегиальной церкви. Напротив находится Палаццо Веккьо дель Подеста, реконструированный в 1239 году, постепенно превратившийся в гостиницу (1358 год), а потом в театр (1537 год), ныне отремонтированный. На севере площади стоят башни-близнецы — Торри деи Сальвуччи, а на юге — Палаццо Комунале, рядом с которым стоит Большая башня (самая высокая в городе).

## Галерея

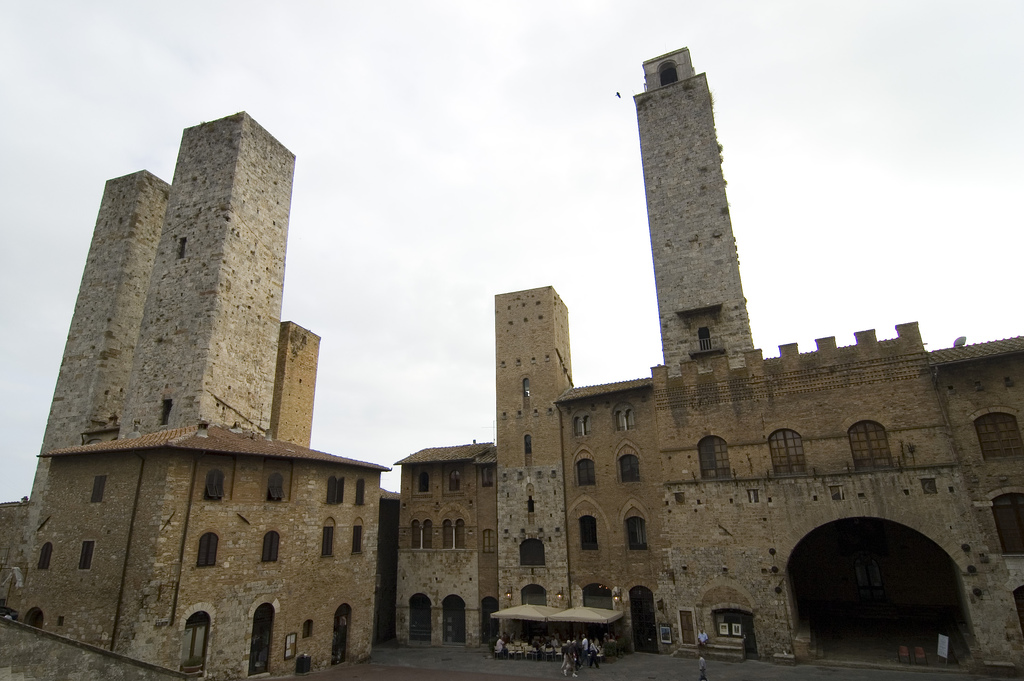
Вид с площади. Слева — башни Сальвуччи, справа — башня Роньоза.
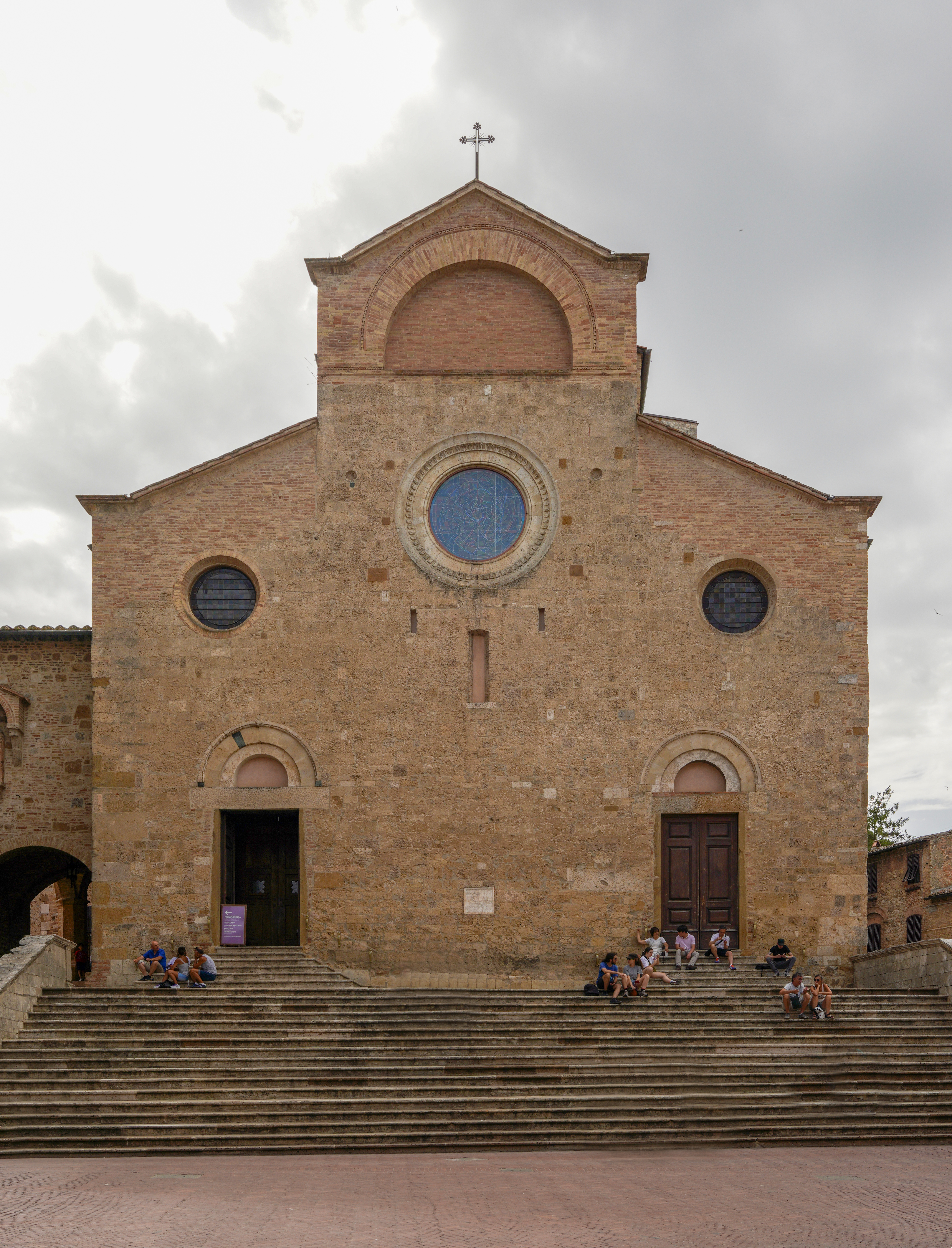
Вида на коллегиальную церковь (собор)
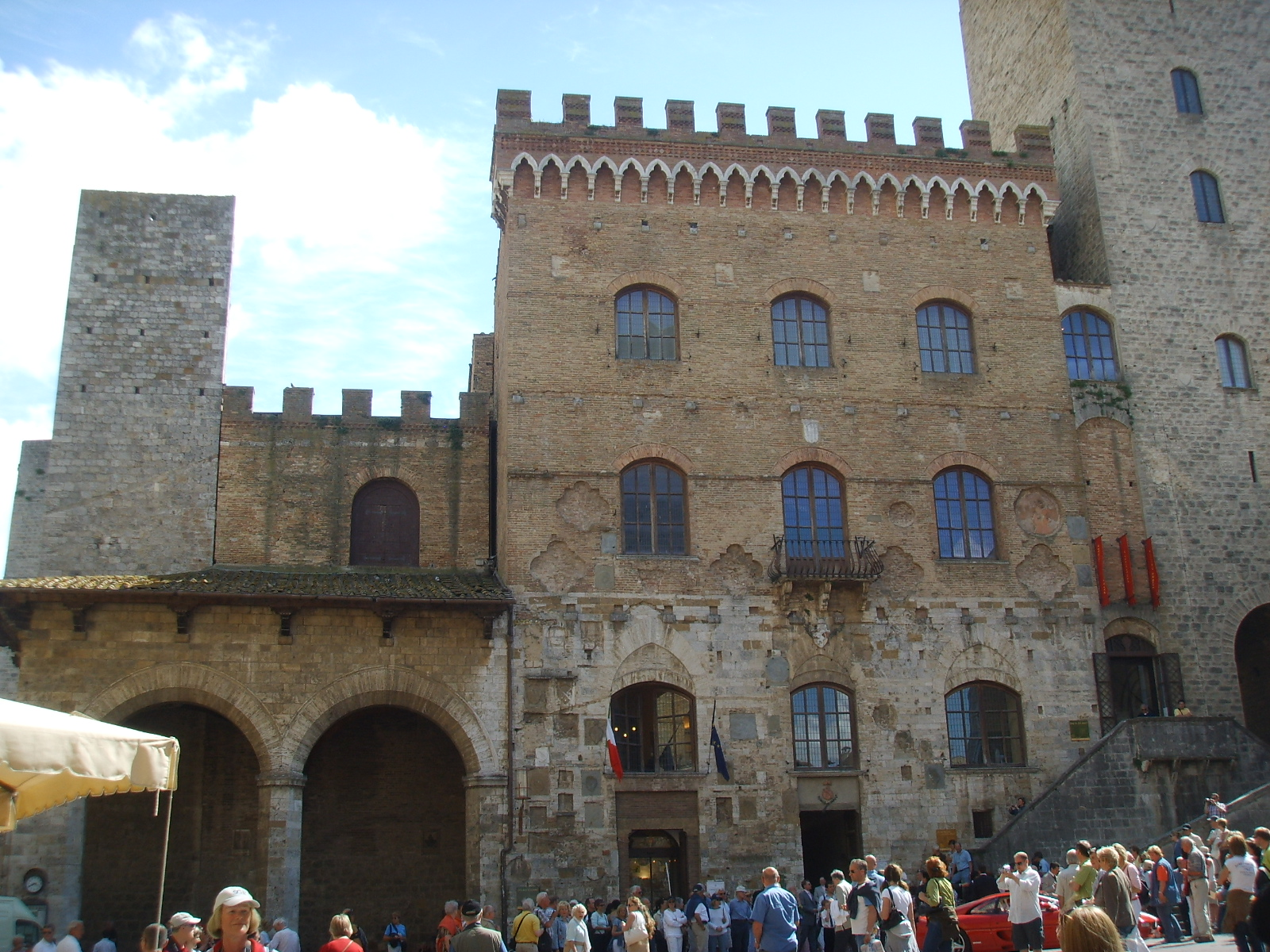
Новый дворец подесты
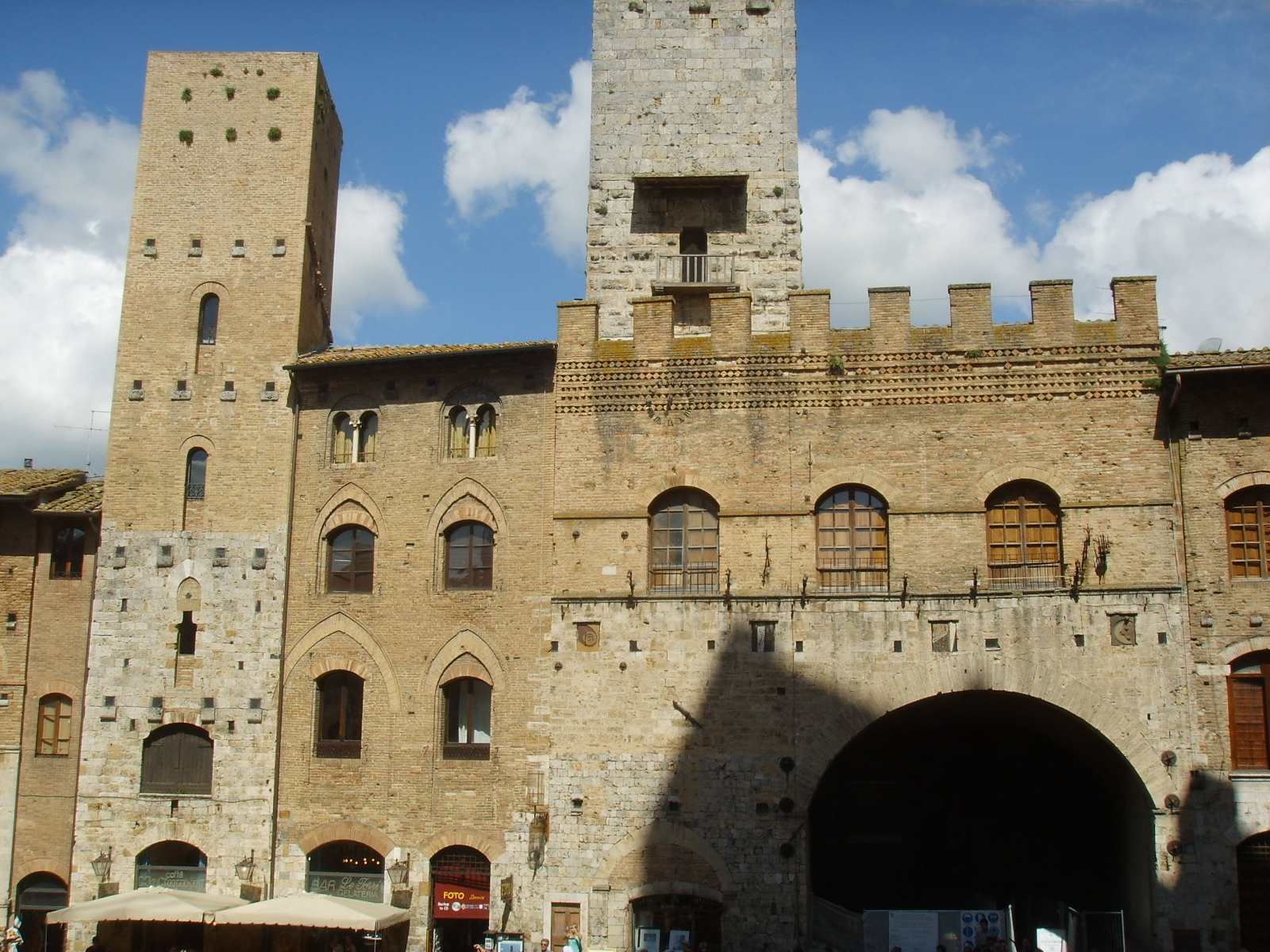
Старый дворец подесты